# Aivo Udras
Aivo Udras (* 15. März 1970 in Võru) ist ein früherer estnischer Biathlet.

## Karriere
Aivo Udras war für Dünamo Tallinn aktiv und begann 1981 mit dem Sport. Er rückte als junger Athlet während der Trennung Estlands von der Sowjetunion in den neu entstehenden Biathlon-Nationalkader auf. Sein erstes internationales Großereignis wurden die Olympischen Winterspiele von Albertville, bei denen er 61. des Sprints und mit Hillar Zahkna, Kalju Ojaste und Urmas Kaldvee Elfter im Staffelrennen wurde. Überraschend gewann er nach den Spielen bei den Weltmeisterschaften im nicht-olympischen Mannschaftsrennen in Nowosibirsk mit Kaldvee, Zahkna und Ojaste hinter den Vertretungen der GUS und Norwegens die Bronzemedaille. 1993 in Borowez wurde Udras 58. des Sprints, seinen Platz in der Staffel ging an Olaf Mihelson. 1994 nahm er in Lillehammer ein zweites Mal an Olympischen Winterspielen teil. Sein 16. Platz im Einzel wurde zu seinem besten internationalen Einzelergebnis, im Sprint erreichte er Rang 50, mit Mihelson, Kaldvee und Ojaste im Staffelrennen 13. Nach der Saison beendete er seine Karriere.

## Weltcupstatistik
Die Tabelle zeigt alle Platzierungen (je nach Austragungsjahr einschließlich Olympische Spiele und Weltmeisterschaften).
- 1.–3. Platz: Anzahl der Podiumsplatzierungen
- Top 10: Anzahl der Platzierungen unter den ersten zehn (einschließlich Podium)
- Punkteränge: Anzahl der Platzierungen innerhalb der Punkteränge (einschließlich Podium und Top 10)
- Starts: Anzahl gelaufener Rennen in der jeweiligen Disziplin

| Platzierung                                    | Einzel | Sprint | Verfolgung | Massenstart | Team | Staffel | Gesamt |
| ---------------------------------------------- | ------ | ------ | ---------- | ----------- | ---- | ------- | ------ |
| 1. Platz                                       |        |        |            |             |      |         |        |
| 2. Platz                                       |        |        |            |             |      |         |        |
| 3. Platz                                       |        |        |            |             | 1    |         | 1      |
| Top 10                                         |        |        |            |             | 1    |         | 1      |
| Punkteränge                                    | 1      |        |            |             | 1    | 2       | 4      |
| Starts                                         | 6      | 10     |            |             | 1    | 2       | 19     |
| Stand: Karriereende, Daten wohl nicht komplett |        |        |            |             |      |         |        |